# Ефекат др Фокса
Ефекат др Фокса представља корелацију између изражајности предавача, покривености садржаја, давања оцене од стране ученика и постигнућа ученика.
Аутори овог експеримента су ангажовали глумца да предаје харизматично и без суштине о теми о којој ништа не зна. Они су изнели хипотезу да уз довољно уверљиво предавање, чак и искусни едукатори, који учествују у новом искуству учења у улози слушалаца, могу бити заведени да осећају задовољство да су нешто научили, упркос ирелевантном, конфликтном и бесмисленом садржају који предавач преноси. Ова хипотеза је потврђена када је 55 испитаника позитивно одговорило на упитник од осам тачака о њиховим ставовима према предавању. 
Ова студија служи као пример предавачима да на делотворност њиховог рада утиче и задовољство са којим их студенти слушају и такође отвара могућност обучавања глумаца да држе „легитимна“ предавања као иновативан приступ ефикасном образовању.
Аутори су у закључку нагласили да задовољство ученика приликом учења може да представља нешто више од илузије да су нешто научили.

## Позадина експеримента

### Мотивација
Постоје ранији извештаји и студије који показују да је личност предавача једна од најважнијих параметара када је у питању оцена ефикасности предавача. 
Ефикасност наставе је тешко проучавати јер се при оцењивању ефикасности у обзир мора узети много параметара. Неки од њих су: образовање, социјално порекло, познавање предмета предавања, искуство и личност предавача. Међутим, чак и када предавач поседује одговарајућу комбинацију ових и осталих параметара који одређују ефикасност, може доћи до резултата да ученици буду задовољни, а да нису ништа научили.
Гецелз и Џексон, уз подршку Волена и Траверса, тврдили су да личност предавача може бити најзначајнији параметар у оцени ефективности наставе. Гофман објашњава да на пријемчивост публике снажно утичу: особа која уводи предавање, квалитет увода и невољно експресивно понашање предавача. Роџерс је истакао важност спајања „когнитивних и афективно-искуствених“ аспеката учења. Он је такође говорио о значају оригиналности предавача и сматра да ће предавач бити ефикаснији уколико има „директан лични сусрет са учеником“.
У једној студији у којој су факторски анализиране перцепције ученика о наставницима у 1427 одељења од 7. до 12. разреда, објављено је да ученици сматрају „харизму или популарност наставника“ најважнијом карактеристиком приликом оцењивања наставника.
Аутори су желели да открију да ли би довољно упечатљиво предавање на исти начин утицало и када би у улози слушалаца била искусна група професионалних едукатора. Односно, желели су да открију да ли би професионални едукатори који учествују у стицању знања, такође позитивно оценили предавача и осећали се задовољним што су научили нешто, упркос нерелевантном, конфликтном и бесмисленом садржају које предавач презентује.

### Хипотеза
Хипотеза ове студије је била следећа: уз довољно упечатљив начин предавања, искусни професионални едукатори који учествују у стицању знања, могу се осећати задовољно што су научили нешто, упркос нерелевантном, конфликтном и бесмисленом садржају који предавач преноси.

### Аутори
- Др Нафтулин – ванредни професор и директор Одељења за континуирано образовање у психијатрији Медицинског факултета Универзитета Јужне Калифорније

- Г. Вер – доцент за медицинско образовање и планирање здравствене заштите и директор истраживања и евалуације, Медицински факултет Универзитета у Јужном Илиноису
- Г. Донли – инструктор психијатрије (психологије) у Одељењу за контринуирано образовање у психијатрији Универзитета Јужне Калифорније

### Глумац
Да би тестирали хипотезу, аутори су одабрали професионалног глумца са звучним ауторитативним именом и прилично двосмисленом титулом – др Мирон Л. Фокс, ауторитет за примену математике на људско понашање. Дали су му фиктивну, али и импресивну биографију и представили групи искусних едукатора.

### Припрема експеримента
Тема др Фокса је била „Математичка теорија игара у примени на образовање лекара“. Његов изворни материјал је изведен из сложеног, али довољно разумљивог научног чланка намењеног лаичким читаоцима. Један од аутора је, у два одвојена наврата, подучавао предавача да представи своју тему и остави одређено време за питања и одговоре, уз прекомерну употребу неологизама, погрешних закључака, контрадикторних изјава и неадекватних бесмислених речи (енгл. double-talk). Све ово је требало да буде прошарано хумором и бесмисленим референцама на неповезане теме.

## Ток експеримента

#### Група 1
Прву групу је чинило једанаест психијатара, психолога и едукатора који су били окупљени на семинару за обуку наставника. Сврха семинара је била да помогне овој групи да буде ефикаснији едукатор других здравствених радника пружајући им различите наставне циљеве, медије и искуства. 
Др Фокс је извео своје једночасовно предавање на описани начин, након чега је уследио период дискусије, у трајању од пола сата, која је била једва садржајнија. На крају његовог наступа је свих 11 едукатора менталног здравља добило аутентични упитник о задовољству предавањем, на који су одговарали анонимно. Увод предавача, његово предавање и дискусија снимљени су за коришћење у другим групама. Добијено је више повољних од неповољних одговора на упитник. Половина групе је на питање "Да ли се задржао на очигледном?" одговорила позитивно. Ниједан испитаник није пријавио да је прочитао публикације др Фокса.
Пошто је прва група била малобројна и прилично одабрана, аутори су тражили друге субјекте са сличним искуством и професионалним идентитетом који би могли пружити додатне податке за проверу хипотезе.

#### Група 2
Другу групу је чинило 11 субјеката који су били психијатри, психолози и психијатријски социјални радници, сви идентификовани као едукатори за ментално здравље. Групи је приказан видео снимак претходно описаног предавања и дискусије, као и припремни увод. Након презентације чланови групе су на њу одговорили користећи исти упитник као и прва група. Повољни одговори су далеко надмашили неповољне одговоре. Сви су позитивно реаговали на прву ставку, што значи да су сматрали да се он није „задржао на очигледном“. Такође је било знатно повољнијих него неповољних одговора на остале ставке, а један испитаник је навео да је прочитао публикације предавача. 
Још више субјеката је тражено за даље испитивање хипотезе.

#### Група 3
Трећа група се разликовала по томе што се састојала од 33 едукатора и администратора уписаних на постдипломске студије филозофије. Већина ових едукатора нису били стручњаци за ментално здравље, али су идентификовани као они који имају саветодавно искуство у својим школама. Видео снимак предавања је поново презентован овој групи, након чега су испитаници на њу одговорили користећи исти упитник као и прве две групе. Поново је број повољних одговора био значајно већи од броја неповољних. Већина испитаника из треће групе, такође, није сматрала да се предавач задржавао на очигледном, а и на остале ставке су углавном позитивно одговарали. 
С обзиром на одговоре ове три групе едукатора на парадигму предавања, аутори сматрају да је хипотеза студије подржана.

## Хало ефекат
Постоји обимна литература која говори о ученичком оцењивању наставе, а са тиме је уско повезано постојање, односно, значај хало ефекта.
Овај феномен је пре једног века први приметио Торндајк (1920), који је прокоментарисао да „чак и веома способан евалуатор није у стању да третира појединца као спој одвојених квалитета и да сваком од њих додели величину независно од других“. 
Према значајном делу литературе, ученици своје оцене заснивају суштински на једној особини наставника, а затим своје мишљење о овој особини генерализују на све друге, можда неповезане карактеристике.
Проблем са идентификовањем хало ефеката је у томе што очекујемо да одговори на различита питања буду повезани чак и без хало ефекта. На пример, вероватније је да ће наставник који је добро организован произвести добар наставни материјал.

## Ефекти карактеристика предавача на оцену ефикасности предавања
По истраживању рађеном 2011. године у Малезији, карактеристике предавача представљају један од три најзначајније фактора при евалуацији квалитета предавача и предавања. Заједно са карактеристикама курса, као што је тежина, и карактеристикама малих група за дискусију вођених од стране предавача, као што су посвећеност предавача и интерактивност, карактеристике предавача заузимају 60% свих параметара када је оцена ефикасности у питању.
Неке од најбитнијих карактеристика предавача су: карактерне особине, социјалне и предавачке вештине, флуентност говора, невербална комуникација и физички изглед.

#### Карактерне особине
Када су у питању карактерне особине предавача, није лако одредити опште особине које одређују висок степен успешности предавња у очима студената. Разлике попут природе курса, да ли је курс природних, друштвених или техничких наука или је курс који слушају студенти чији је фокус уметност; као и разлике у полу слушаоца су управо те које отежавају класификацију особина на оне које помажу, тј. одмажу предавачу. 
Добар пример разлике међу половима би била топлина предавача, како тврди Вилберт Макахи у раду избаченом 1961. године, где топлина има потпуно различит степен корелација при оцењивању међу мушким и женским испитанцима, као и међу студентима који имају мању и већу потребу за пажњом. 
Међутим, карактерне особине као што су: висок степен емотивне стабилности, способности за прихватањем сопствене грешке, позитивне ангажованости и доброг вођства су, независно од сфере коју курс покрива или од пола, оне које су увек високо оцењене од стране студената, како тврде Роберт Исаксон и његове колеге.

#### Вештине предавача
Врло неочекивано за Мекохија и Исаксона је било то да великом броју студената, способност предавача да увиди када га слушаоци не разумеју, није у значајној мери утицала колико високу оцену ће сам предавач да добије. Од пет најкориснијих вештина које би утицале позитивно на оцену предавача,  чак 2 код мушкараца, а 3 код жена имају степен корелације виши од 0.8. По истраживању то су: изношење радног материјала и градива на интересантан начин, генералне предавачке способности, стимулација знања и интелекта, способност јасног излагања и способност промене приступа теми.

#### Флуентност
По тврђењима Бјорка јасно рашчланити шта појединац зна, а шта не зна, је најбитинији корак при учењу. Самим тим, флуентнији и убедљивији предавачи, како је и самим екпериментом др Фокса показано, имају способност да убеде слушаоца да је разумео и меморисао оно што му је речено, што даље доводи до тога да предавања таквог предавача, као и сам предавач, буду боље оцењени. Насупрот утиску, количина меморисане информације пружене од стране флуентног предавача је знатно мања од очекиване по раду избаченом 2013. године од стране др Шане Карпентер. Са друге стране, када су у питању предавачи који су мање флуентни степен очекиваног и степен заправо запамћеног је скоро исти.

#### Невербална комуникација
Како социолози, антрополози и психолози дефиншу, невербална комуникација представља део комуникације без речи. Укључује отворена понашања као што су изрази лица, контакт очима, физичики контакт и тон гласа. Иако је Мехбраинова формула, која наводи како је само 7% комуникације вербалног типа, док су преосталих 93% говор тела и тоналитет, све више и више оспоравана, нема сумње да јако велики део комуникације представља невербални део. Томе доприноси рад избачен 2011. године од стране С.А.М. Алија у коме се тврди да је највећи ефекат на слушаоца када су вербална и невербална комуникација у синхронизацији. Ово јасно показује како уз довољно добру невербалну комуникацију и уз слушаоца који не разуме тему која се обрађује, предавач може утицати на перцепцију слушаоца о ефикасности предавања, као и на оцену коју ће добити.
Ј. С. Неги, у свом раду избаченом 2009. године тврди да је неверблана комуникација кључна и често се може служити за потврђивање или замену за неки вербални елемнет конверзације. Тако, на пример, климање главом у знак додатне потврде, које служи за додатно уливање поверења слушаоца, или самоувереност у говору управо утичу на истицање способности вођства и вештине јасног предавања, која како смо видели, позитивно утичу на оцену ефикасности предавања. Такође по раду из 1993. Налини Амбади и Роберт Рошахтел показају да су лошије оцењена предавања и предавачи који доста померају руке при објашњавању, гледају у под, приближавају се студентима и који се мрште док говоре, док су боље оцењени они који су се показали као самоуверени, смирени, ентузиастични и доминантни у разговору.

#### Физички изглед
Физички изглед је свакако један од фактора који утичу на евалуацију предавања и предавача од стране студената. У својој студији издатој 1978 године А. Л. Чаикин открива да су, предавачи који су оцењени од стране студената као атрактивни, такође били оцењени као компетентнији и више мотивишући у својим предавањима, него предавачи оцењени слабијим оценама за атрактивност.
Поред тога, Пенг Хонг-ли у свом раду избаченом 2011. године разврстава информације о физички изгледу у 6 категорија: физичка привлачност, коришћење козметике, одевање, мирис, ситне детаље и вокалне карактеристике. Врло занимљива, трећа категорија, односно одевање, показује како студенти боље оцењују професоре који се формално облаче и сматрају их за компетентније и интелигентније, док професоре који се облаче неформалније, носе мајице и џемпере, сматрају дружељубивијим. Такође, испитаници сматрају облачење одела претерано формалним, што због подсвесне тензије и пренаглашене разлике предавача и слушаоца, може довести до слабије оцене целокупног предавања.

## Репликација експеримента

### Критике експеримента
Као истраживање, ефекат др Фокса је због количине пажње коју је привукао, такође привукао и велики број критика. Само у периоду од 2008. до 2010. године, ефекат др Фокса је био цитиран преко 120 пута у разним научним радовима. Прегледањем насумичних 50 од 120 радова у коме је цитиран, у чак 70% њих је био наведен у негативном контексту као пример зашто тренутни начин оцењивања професора од стране студената не може да функционише по тренутним методама.
Један од најгласнијих критичара ефекта др Фокса, професор универзитета у Калифорнији, Херберт Марш је једном приликом цитирао Џејмса Фреја који је изјавио: "Ова студија представља тип истраживања коју би професор исмевао у првој недељи курса бихејвиоралне истраживачке методе".

### Репликација експеримента
Због овакве ситуације и поделе у погледима на ово истраживање, 2012. године под Журналом едукационе психологије Ејал Пир и Елиша Бабад објављују накнадно истраживање под називом "Др Фокс истраживање (1973) Поновни преглед/разматрање/осврт: "Едукaционо завођење" занемарено" (енгл. "The Doctor Fox Research (1973) Re-revisited: “Educational seduction” ruled out").
Они се осврћу на 9 најбитнијих занемарених фактора истраживања, по речима његових критичара, од којих су најбитнији: проблематичност да-не скале, експозитура различитих група различитим утицајима и недостатак контролне групе.

### Начин извршавања експеримента
У првој студији је као и 1973. екперимент реплициран идентично, једина разлика је била слабији квалитет оригиналног снимка, као и превод на хебрејски. Иако слабији резултати него у оригиналном експерименту, када се узме у обзир низак квалитет снимка, као и разлика од 40 година између два идентична сценарија, резултати су и даље показивали циљано, да изражајан говорник бива добро оцењен невезано за  квалитет садржаја.
У другој студији примарни фокус је био проблем да-не скале који се константно понављао кроз критике. Две различите групе су слушале исто предавање, али га оцењивали на две различите скале. Док је на првој скали добијен јачи потврдан резултат него у првој студији, на другој је добијен нешто слабији, али и даље више него довољно добар резултат да би се проблем скале схватио као озбиљан. Тиме, оригинални експеримент задржава валидност.
Трећа студија се базирала на проблем пристрасности слушалаца због наводног престижног статуса др Фокса. Испитаници су слушали оригинално предавање без знања и без икаквих информација о говорнику. Овога пута су резултати у поређењу са оригиналним снимком били знатно нижи, али и даље позитивни. На почетку је био однос од 70%-30% позитивних према негативним оценама, док се сада тај број спустио на 57%-43%. Очигледно је да наводни статус др Фокса изузетно утиче на то како га слушаоци оцењују, али он се не може посматрати потпуно одвојено од изражајности и начина предавања у односу на ефекат који има на слушаоце, већ се ефекат мора посматрати као последица претходна два.
Четврта студија се оријентише на чињеницу да слушалац нема претходног знања о поменутој теми, те је самим тим више вероватно да се сложи са инструктивним предавачем. Самим тим, по критикама МекКала из 1988. или Армстронга из 1982., већи део ефекта произилази из незнања слушалаца. Студенти упознати са темом предавања др Фокса, њих 26 тачније, је било изложено оригиналном снимку. Насупрот очекивањима, чак 64% посто испитаника је позитивно оценило предавање, самим тим хипотеза о пристрасности из незнања може бити одбачена.
Зачуђени неочекиваним резултатима четврте студије, креирали су и пету студију, која је била оријентисана око пристрасности одговора испитаника. Пристрасност је старији проблем у истраживачкој психологији од др Фокса и њом се бавио још 1942. Кронбах. Он је увидео да велики број испитаника тежи да одговара афирмативно на велики број питања чак иако се не слаже са одговором.
Због тога је 87 студената одговарало на модификовани тачно-нетачно упитник, измењен на тај начин да се избегне нежељени ефекат четврте студије. Подељени су у две групе где обе одговарају на различите модификоване упитнике. Првој су постављања питања и са потврдном и са одричном конотацијом да би се избегла претерана пристрасност одговору "тачно", док је другој групи додат текст пре упитиника у коме је објашњена важност тога да не буду пристрасни јер су претходни тестови завршени неуспехом. Ни један ни други тест нису успели да покажу проблематичност ефекта др Фокса, те самим тим хипотеза пристајања на понуђено пада у воду.
Шеста студија уједно и последња, се осврће на проблематику чињенице да је ефекат учења са предавања др Фокса био измешан са осталим да-не одговорима, те се због није могао издвојити и посматрати као засебан. Због тога чињеница да је предавање високо оцењено нема довољно са информацијом о томе колико је научено са предавања. Када је група студената која је била упућена у тему била запитана да ли је научила из предавања, одговор је био 73% негативан, али то није променило чињеницу да су уживали у предавању и да су му дали генерално високу оцену. Друге две групе које нису биле упућене у тему су такође дали високе оцене целокупном предавању, али је чак и овде проценат негативинх одговора на питање да ли сте нешто научили био чак 65%. Исто је поновљено и на трећој студији где је резултат био врло приближан, неких 63% негативних одговора. Последња анализа која је кроз прве три студије поредила стимулацију мисли слушаоца и проценат наученог, поново је дала сличне резултате (53%-47%, 57%-43%, 54%-46% једва позитивно када је у питању стимулација, и 37%-63%, 35%-65%, 27%-73% изражајно негативно када је у питању научено). 
Стога, шеста и финална студија, емпиријски, кроз различите анализе, показује да слушаоци нису подчињени илузијом да су нешто научили.

### Закључак студије Бабада и Пира
Ова студија показује да наспрам свих критика ефекта др Фокса, кроз првих пет студија је јасно показано да ефекат остаје у највећем делу некомпромитован и да наспрам мана истакнутих од стране многих критичара које је само истраживање имало, добијени резултати нису погрешни. Међутим, поновни осврт на експеримент, колико потврђује резултате, толико простим модификацијама на упитнику мења један део закључка самог експеримента. Иако и даље остаје чињеница да је предавање оставило екстремно позитиван утисак на слушаоце, да је било интересантно и занимљиво, идеја која је произашла да је оно својим садржајем обмануло слушаоце и да су слушаоци научили из самог предавања постаје маргинализована у закључку овог експеримента.